# Liste der Biografien/Kip
Liste der Biografien |
Portal Biografien |
Personensuche
# |
A |
B |
C |
D |
E |
F |
G |
H |
I |
J |
K |
L |
M |
N |
O |
P |
Q |
R |
S |
T |
U |
V |
W |
X |
Y |
Z |
?
 
Ka |
Kb |
Kc |
Kd |
Ke |
Kf |
Kg |
Kh |
Ki |
Kj |
Kl |
Km |
Kn |
Ko |
Kp |
Kr |
Ks |
Kt |
Ku |
Kv |
Kw |
Ky |
Kx |
Kz
 
Kia |
Kib |
Kic |
Kid |
Kie |
Kif |
Kig |
Kih |
Kii |
Kij |
Kik |
Kil |
Kim |
Kin |
Kio |
Kip |
Kir |
Kis |
Kit |
Kiu |
Kiv |
Kiw |
Kix |
Kiy |
Kiz
Die Liste der Biografien führt alle Personen auf, die in der deutschsprachigen Wikipedia einen Artikel haben. Dieses ist eine Teilliste mit 255 Einträgen von Personen, deren Namen mit den Buchstaben „Kip“ beginnt.

## Kip
- Kip, Arthur F. (1910–1995), US-amerikanischer Physiker
- Kip, Ismaël (* 1987), niederländischer Bahn- und Straßenradrennfahrer
- Kip, Kübra (* 1987), türkische Schauspielerin

### Kipa
- Kipar, Andreas (* 1960), deutscher Landschaftsarchitekt und Lehrbeauftragter für Landschaftsarchitektur
- Kiparski, Volker, deutscher Boxer
- Kiparsky, Valentin (1904–1983), finnischer Slawist und Sprachwissenschaftler

### Kipc
- Kipchirchir, Vincent (* 1984), kenianischer Marathonläufer
- Kipchoge, Eliud (* 1984), kenianischer LangstreckenläuferEliud Kipchoge (* 1984)

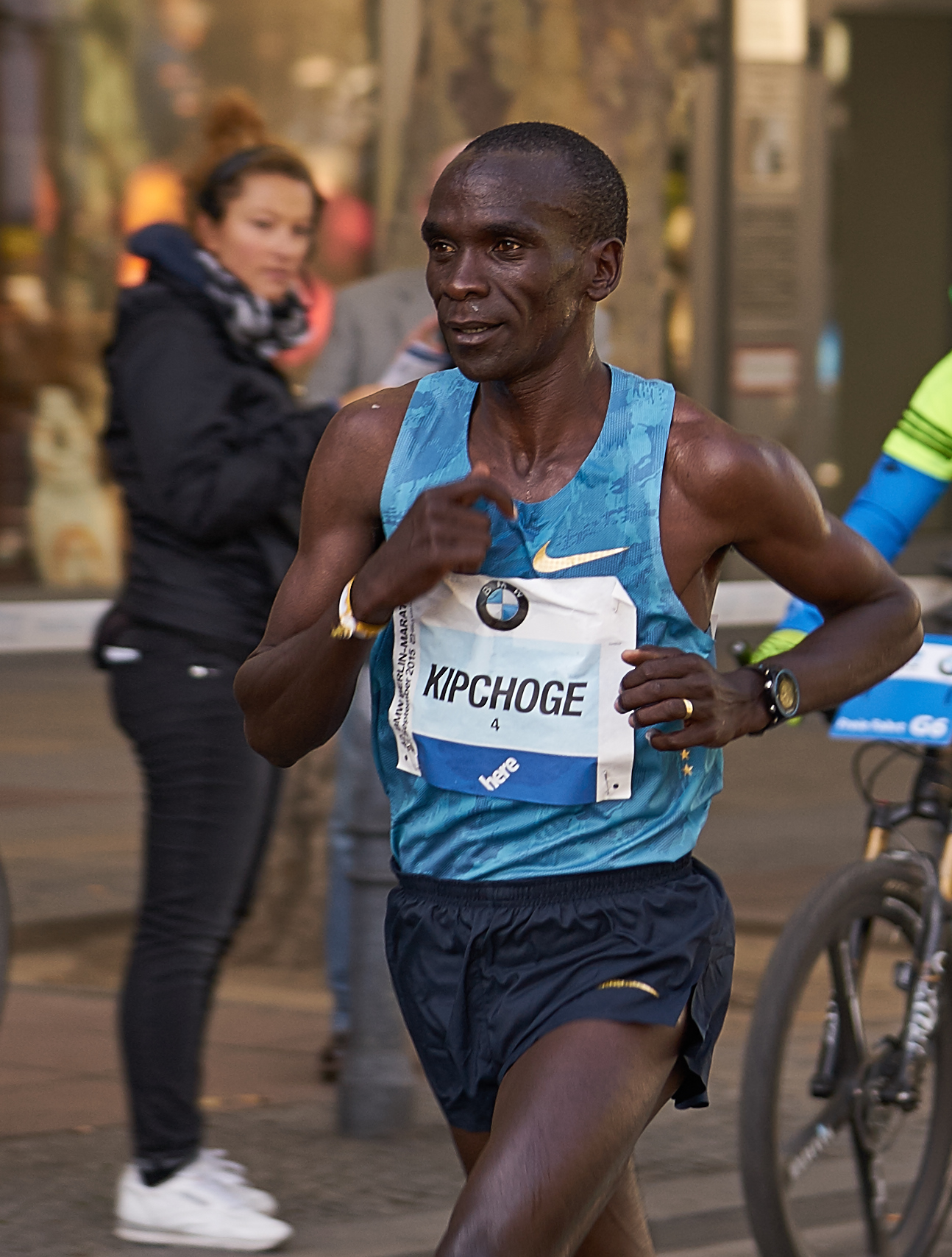
Eliud Kipchoge (* 1984)

- Kipchom, Edwin Kimutai (* 1984), kenianischer Marathonläufer
- Kipchumba, Abel (* 1994), kenianischer Langstreckenläufer
- Kipchumba, Daniel (* 1997), kenianischer Langstreckenläufer
- Kipchumba, Hillary (* 1985), kenianischer Marathonläufer
- Kipchumba, Irene Kwambai (* 1978), kenianische Langstreckenläuferin
- Kipchumba, Jafred Chirchir (* 1983), kenianischer Marathonläufer
- Kipchumba, Mariko Kiplagat (* 1975), kenianischer Marathonläufer
- Kipchumba, Peter (* 1950), kenianischer Hürdenläufer
- Kipchumba, Robert Kipkorir (* 1984), kenianischer Langstreckenläufer

### Kipe
- Kipengele, Nikasius (1923–1971), tansanischer Geistlicher, römisch-katholischer Bischof von Mahenge
- Kiper, Hanna (* 1954), deutsche Pädagogin
- Kiper, Herbert (1897–1978), deutscher Schauspieler, Sänger und Bühnenautor
- Kiper, Jelena Wladimirowna (* 1975), russische Musikproduzentin
- Kiper, Manuel (1949–2022), deutscher Biologe und Politiker (Bündnis 90/Die Grünen), MdB
- Kiper, Nele (* 1983), deutsche SchauspielerinNele Kiper (* 1983)

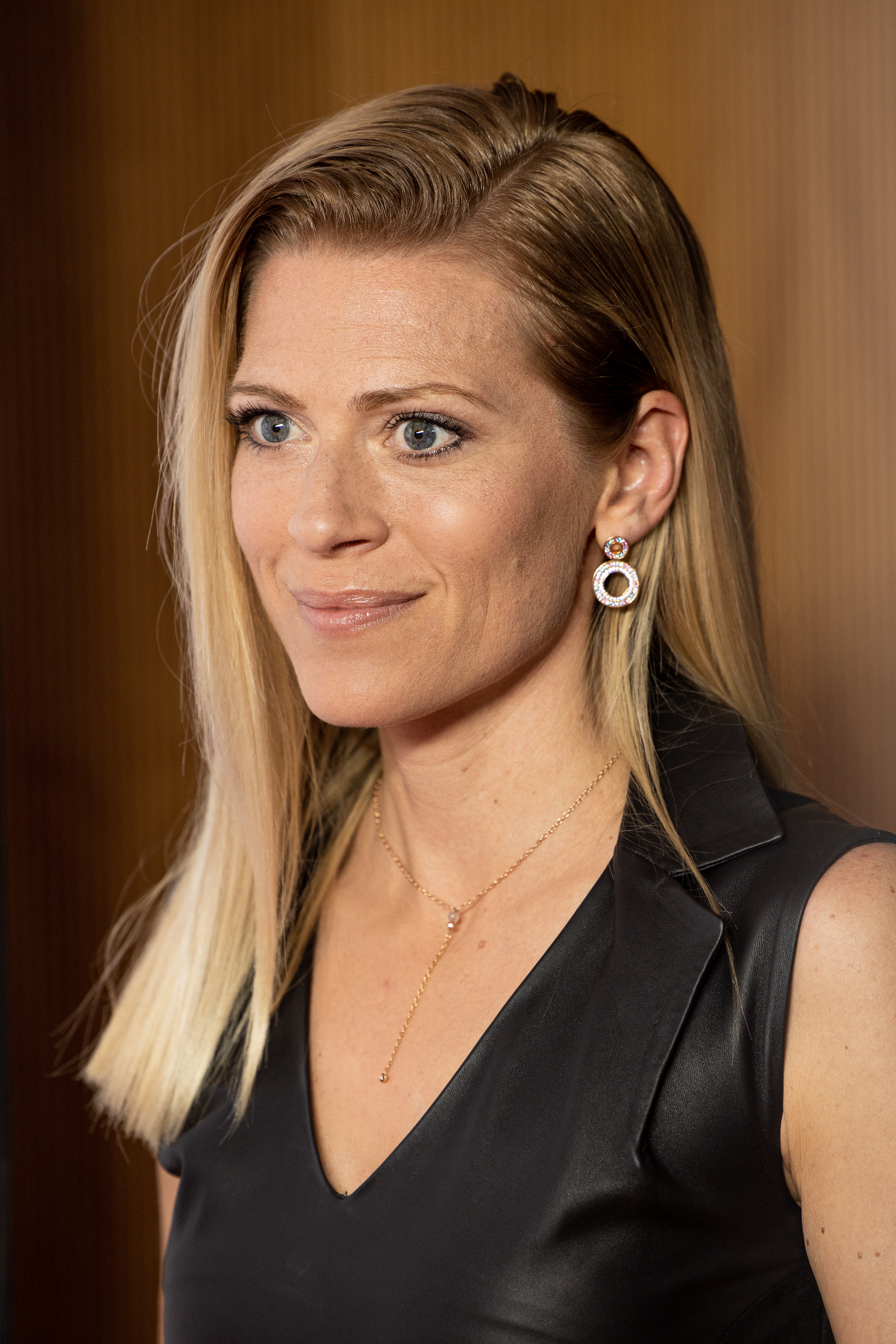
Nele Kiper (* 1983)

- Kiper, Oleh (* 1980), ukrainischer Staatsanwalt und Leiter der Oblastverwaltung Odessa

### Kipf
- Kipf, Stefan (* 1964), deutscher Altphilologe und Didaktiker
- Kipf, Wolfgang (* 1939), deutscher Volleyballtrainer
- Kipfer, Birgit (* 1943), deutsche Politikerin (SPD), MdL
- Kipfer, Christian (1921–2009), Schweizer Turner
- Kipfer, Kurt (1923–1992), Schweizer Arzt und Politiker (SP)
- Kipfer, Sara (* 1980), Schweizer evangelische Theologin
- Kipfmüller, Bertha (1861–1948), deutsche Lehrerin, Frauenrechtlerin, Pazifistin und Privatgelehrte
- Kipfstuhl, Sepp (* 1952), deutscher Meteorologe und Glaziologe

### Kiph
- Kiphard, Ernst J. (1923–2010), deutscher SportpädagogeErnst J. Kiphard (1923–2010)

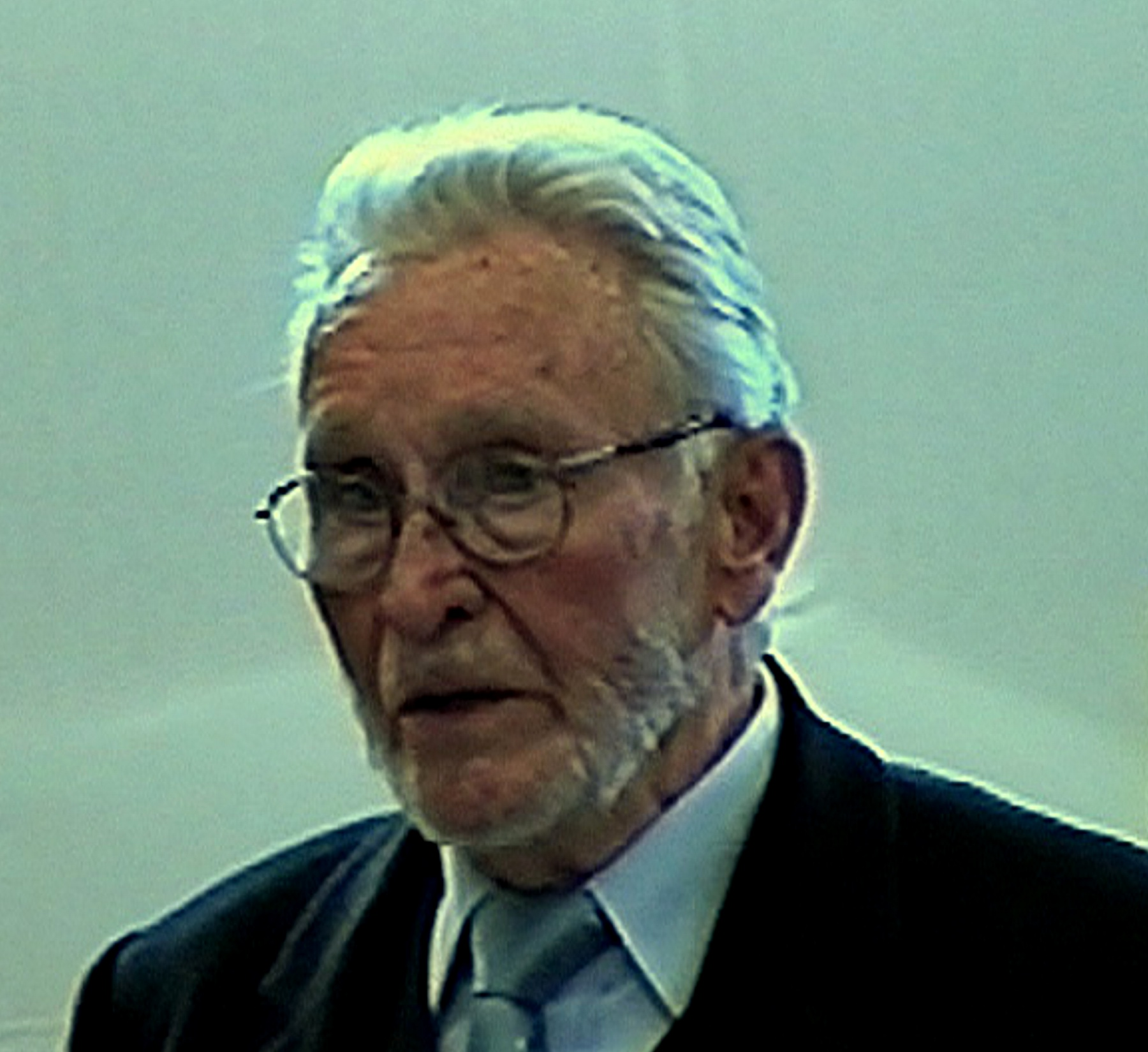
Ernst J. Kiphard (1923–2010)

### Kipi
- Kipiani, Tornike (* 1987), georgischer Sänger
- Kipiani, Wachtang (* 1971), ukrainischer Journalist, Publizist, Schriftsteller und Historiker georgischer Herkunft
- Kipius, Justus (1588–1664), Jurist, Diplomat und Kanzler des Fürstentums Calenberg

### Kipk
- Kipka, Hans-Joachim (1928–2008), deutscher Sänger und Hörspielsprecher
- Kipke, Alfred (1898–1953), deutscher Verwaltungsjurist und Landrat
- Kipke, Lothar, deutscher Mediziner, IM der Stasi
- Kipke, Roland (* 1972), deutscher Philosoph und Buchautor
- Kipke, Rüdiger (* 1942), deutscher Politikwissenschaftler und Rechtswissenschaftler
- Kipkemboi, Margaret (* 1993), kenianische Langstreckenläuferin
- Kipkemboi, Simon (* 1960), kenianischer Sprinter
- Kipkemoi, Gladys Jerotich (* 1986), kenianische Hindernisläuferin
- Kipkemoi, Kenneth Kiprop (* 1984), kenianischer Langstreckenläufer
- Kipker, Dennis-Kenji (* 1987), deutscher RechtswissenschaftlerDennis-Kenji Kipker (* 1987)

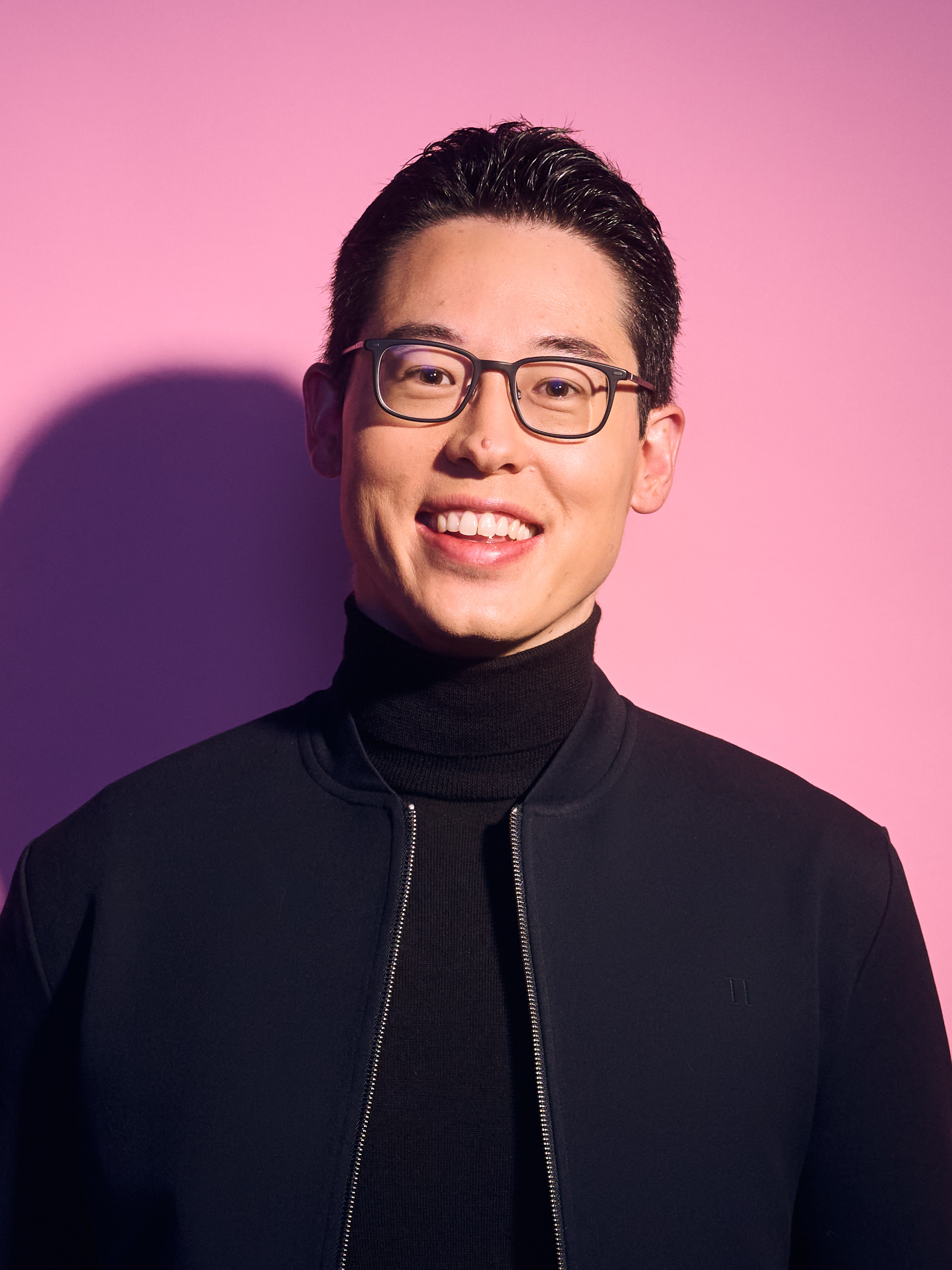
Dennis-Kenji Kipker (* 1987)

- Kipketer, Alfred (* 1996), kenianischer Leichtathlet
- Kipketer, Sammy (* 1981), kenianischer Langstreckenläufer
- Kipketer, Valentine Jepkorir (* 1993), kenianische Langstreckenläuferin
- Kipketer, Wilson (* 1972), dänischer Mittelstreckenläufer kenianischer Herkunft
- Kipketer, Wilson Boit (* 1973), kenianischer Hindernis- und Langstreckenläufer
- Kipkirui, Willy Cheruiyot (* 1974), kenianischer Langstreckenläufer
- Kipkoech, Johnstone (* 1968), kenianischer Hindernisläufer
- Kipkoech, Josphat Bett (* 1990), kenianischer Langstreckenläufer
- Kipkoech, Nicholas Kiplangat (* 1992), kenianischer Mittelstreckenläufer
- Kipkoech, Paskalia Chepkorir (* 1988), kenianische Langstreckenläuferin
- Kipkoech, Paul (1963–1995), kenianischer Langstreckenläufer
- Kipkorir, David Mandago (* 1978), kenianischer Marathonläufer
- Kipkorir, Japhet Kosgei (* 1968), kenianischer Marathonläufer
- Kipkorir, Jonathan Kosgei (* 1982), kenianischer Marathonläufer
- Kipkorir, Kevin (* 1994), kenianischer Sprinter
- Kipkorir, Sammy Kibet (* 1982), kenianischer Marathonläufer
- Kipkorir, Stephen Arusei (1970–2008), kenianischer Leichtathlet
- Kipkosgei, Luke (* 1975), kenianischer Langstreckenläufer
- Kipkoskei, Hellen Kimaiyo (* 1968), kenianische Langstreckenläuferin
- Kipkurgat, John (* 1944), kenianischer Mittelstreckenläufer
- Kipkurui, Ishmael (* 2005), kenianischer Langstreckenläufer

### Kipl
- Kiplagat, Benjamin (1989–2023), ugandischer Hindernis- und Langstreckenläufer
- Kiplagat, Edna (* 1979), kenianische Langstreckenläuferin
- Kiplagat, Florence (* 1987), kenianische Langstreckenläuferin
- Kiplagat, Lornah (* 1974), niederländische Langstreckenläuferin kenianischer Herkunft
- Kiplagat, Silas (* 1989), kenianischer Mittelstreckenläufer
- Kiplagat, Timothy (* 1993), kenianischer Langstreckenläufer
- Kiplagat, William (* 1972), kenianischer Marathonläufer
- Kiplangat, Benson (* 2003), kenianischer Langstreckenläufer
- Kiplangat, Hosea (* 2000), ugandischer Langstreckenläufer
- Kiplangat, Victor (* 1999), ugandischer Langstrecken- und Bergläufer
- Kiplimo, Abraham (* 1989), ugandischer Langstreckenläufer
- Kiplimo, Jacob (* 2000), ugandischer Langstreckenläufer
- Kiplimo, Jacqueline Nytepi (* 1984), kenianische Marathonläuferin
- Kiplimo, Judy (* 1969), kenianische Langstreckenläuferin
- Kiplimo, Kenneth Kimutai (* 1981), kenianischer Langstreckenläufer
- Kiplimo, Phillip (* 1991), ugandischer Langstreckenläufer
- Kipling, John Lockwood (1837–1911), englischer Architekt, Bildhauer und Illustrator
- Kipling, Rudyard (1865–1936), britischer Schriftsteller und DichterRudyard Kipling (1865–1936)

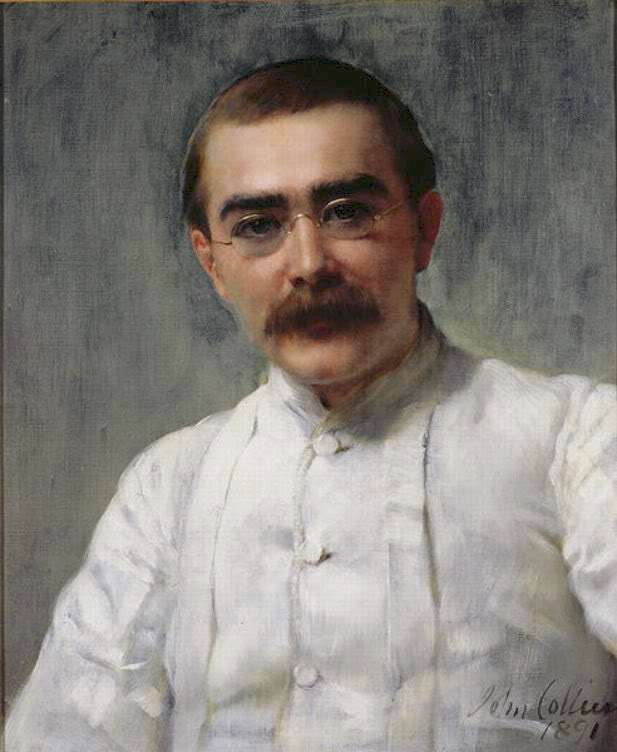
Rudyard Kipling (1865–1936)

### Kipn
- Kipngetich, Ngeno Alex (* 2000), kenianischer Leichtathlet
- Kipnis, Alexander (1891–1978), ukrainisch-amerikanischer Opernsänger (Bass)
- Kipnis, Claude (1949–1993), französischer Mathematiker
- Kipnis, David M. (1927–2014), US-amerikanischer Forscher und Internist
- Kipnis, Igor (1930–2002), US-amerikanischer Cembalist
- Kipnis, Laura, amerikanische Kulturkritikerin und Essayistin
- Kipnis, Levin (1894–1990), israelischer Kinderbuchautor
- Kipnis, Menachem (1878–1942), Sänger, Kritiker und Fotograf

### Kipp
- Kipp, Anne (1951–2013), deutsche Politikerin (SPD), MdL
- Kipp, Bernd (* 1948), deutscher Fußballspieler und -trainer
- Kipp, Eberhard Jakob (1706–1772), Kaufmann und Ratsherr der Hansestadt Lübeck
- Kipp, Eugen junior (* 1912), deutscher Fußballspieler
- Kipp, Eugen senior (1885–1931), deutscher Fußballspieler
- Kipp, Friedrich (1878–1953), deutscher Schriftsteller
- Kipp, Georg (1906–1978), deutscher Politiker (KPD), MdL
- Kipp, George Washington (1847–1911), US-amerikanischer Politiker
- Kipp, Godehard (1939–2021), deutscher Althistoriker
- Kipp, Heide (1938–2022), deutsche Schauspielerin
- Kipp, Heinrich (* 1826), deutscher Kupferstecher der Düsseldorfer Schule
- Kipp, Heinrich (1910–1993), deutscher Rechtswissenschaftler
- Kipp, Herbert (1903–1977), estnischer Fußballspieler
- Kipp, Johann Heinrich (1771–1833), deutscher Jurist und Bürgermeister der Hansestadt Lübeck
- Kipp, Jürgen (* 1946), deutscher Richter
- Kipp, Karl (1896–1959), deutscher Opernsänger
- Kipp, Karl August (1911–1959), deutscher Widerstandskämpfer gegen den Nationalsozialismus, SS- und KPD-Mitglied
- Kipp, Karl Theodor (1896–1963), deutscher Jurist
- Kipp, Karl-Heinz (1924–2017), deutsch-schweizerischer Unternehmer
- Kipp, Kerstin (* 1971), deutsche Sprechwissenschaftlerin, Professorin für Sprechwissenschaft
- Kipp, Lara (* 2002), österreichische Rennrodlerin
- Kipp, Laura (* 1996), deutsche Jazzmusikerin (Gesang)
- Kipp, Lutz (* 1963), deutscher Physiker und HochschullehrerLutz Kipp (* 1963)

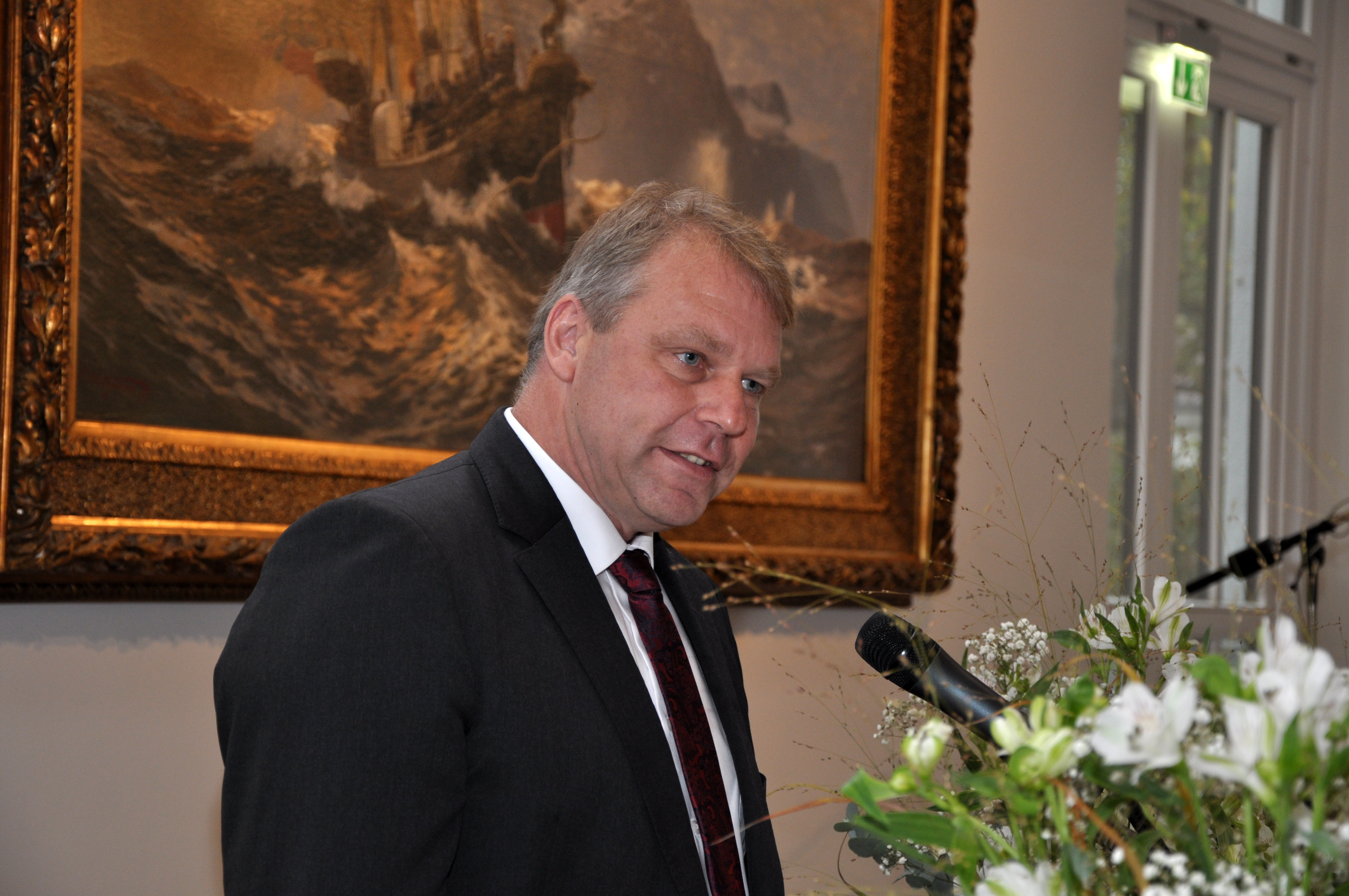
Lutz Kipp (* 1963)

- Kipp, Manfred (* 1947), deutscher Fußballspieler
- Kipp, Martin (* 1945), deutscher Universitätsprofessor für Berufspädagogik
- Kipp, Michael, deutscher Informatiker
- Kipp, Oliver (* 1968), Journalist und Gartenbuchautor
- Kipp, Otto (1903–1978), deutscher Widerstandskämpfer und Interbrigadist
- Kipp, Petrus Jacobus (1808–1864), niederländischer Apotheker, Chemiker und Instrumentenbauer
- Kipp, Rudolf (1900–1981), deutscher Künstler
- Kipp, Rudolf Werner (1919–1990), deutscher Dokumentarfilmer, Kameramann, Autor und Produzent
- Kipp, Shalaya (* 1990), US-amerikanische Hindernisläuferin
- Kipp, Theodor (1862–1931), deutscher Jurist und Hochschullehrer
- Kipp-Kaule, Liesel (1906–1992), deutsche Politikerin (SPD), MdB
- Kippar, Helmuth (1910–1969), estnischer Fußballspieler
- Kippe, Frode (* 1978), norwegischer Fußballspieler
- Kippe, Gottlieb Christian (1802–1883), deutscher Jurist und Politiker
- Kippe, Rainer (* 1944), deutscher Aktivist, Diplom-Sozialarbeiter und Mitgründer der Sozialistischen Selbsthilfe Mülheim (SSM) in Köln
- Kippe, Yotta (* 1971), deutsche bildende Künstlerin
- Kippel, Enn (1901–1942), estnischer Schriftsteller
- Kippels, Georg (* 1959), deutscher Politiker (CDU), MdBGeorg Kippels (* 1959)

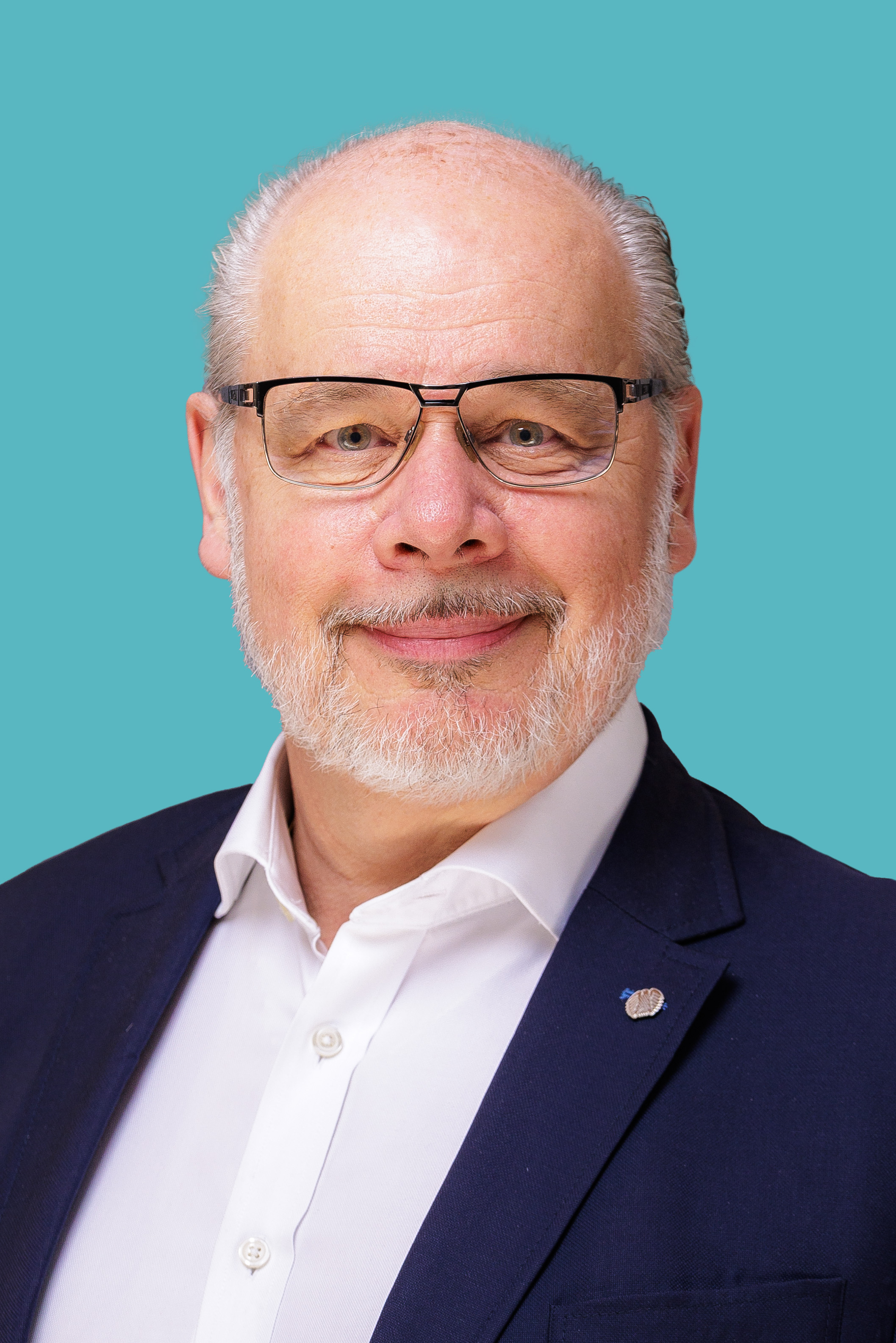
Georg Kippels (* 1959)

- Kippenberg, Anton (1874–1950), deutscher Verleger
- Kippenberg, August (1830–1889), deutscher Lehrer und Schulbegründer
- Kippenberg, Hans G. (* 1939), deutscher Religionswissenschaftler
- Kippenberg, Hermann August (1869–1952), deutscher Pädagoge
- Kippenberg, Johanne (1842–1925), deutsche Lehrerin und Schulleiterin
- Kippenberg, Katharina (1876–1947), deutsche Herausgeberin
- Kippenberg, Tobias (* 1976), deutscher Physiker
- Kippenberger, Albrecht (1890–1980), deutscher Kunsthistoriker
- Kippenberger, Hans (1898–1937), deutscher Politiker (KPD), MdHB, MdRHans Kippenberger (1898–1937)

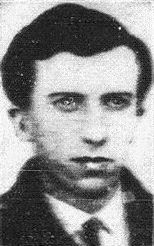
Hans Kippenberger (1898–1937)

- Kippenberger, Karl (1868–1937), deutscher pharmazeutischer Chemiker und Hochschullehrer
- Kippenberger, Martin (1953–1997), deutscher Maler und Installationskünstler
- Kippenberger, Susanne (* 1957), deutsche Journalistin und Buchautorin
- Kippenhahn, Rudolf (1926–2020), deutscher Astrophysiker und Wissenschaftsautor
- Kipper, Keyboarder und Musikproduzent
- Kipper, Dirk (* 1963), deutscher Brigadegeneral der Bundeswehr und Abteilungsleiter im Kommando Heer
- Kipper, Friedrich (1885–1939), deutscher Mediziner
- Kipper, Heinrich (1875–1959), bukowinadeutscher Lehrer, Dramatiker, Schriftsteller, Journalist und Mundartdichter
- Kipper, Horst E. (1940–2010), deutscher Aquarianer, Fotograf und Unternehmer
- Kipper, Jens (* 1975), deutscher Schauspieler und RegisseurJens Kipper (* 1975)

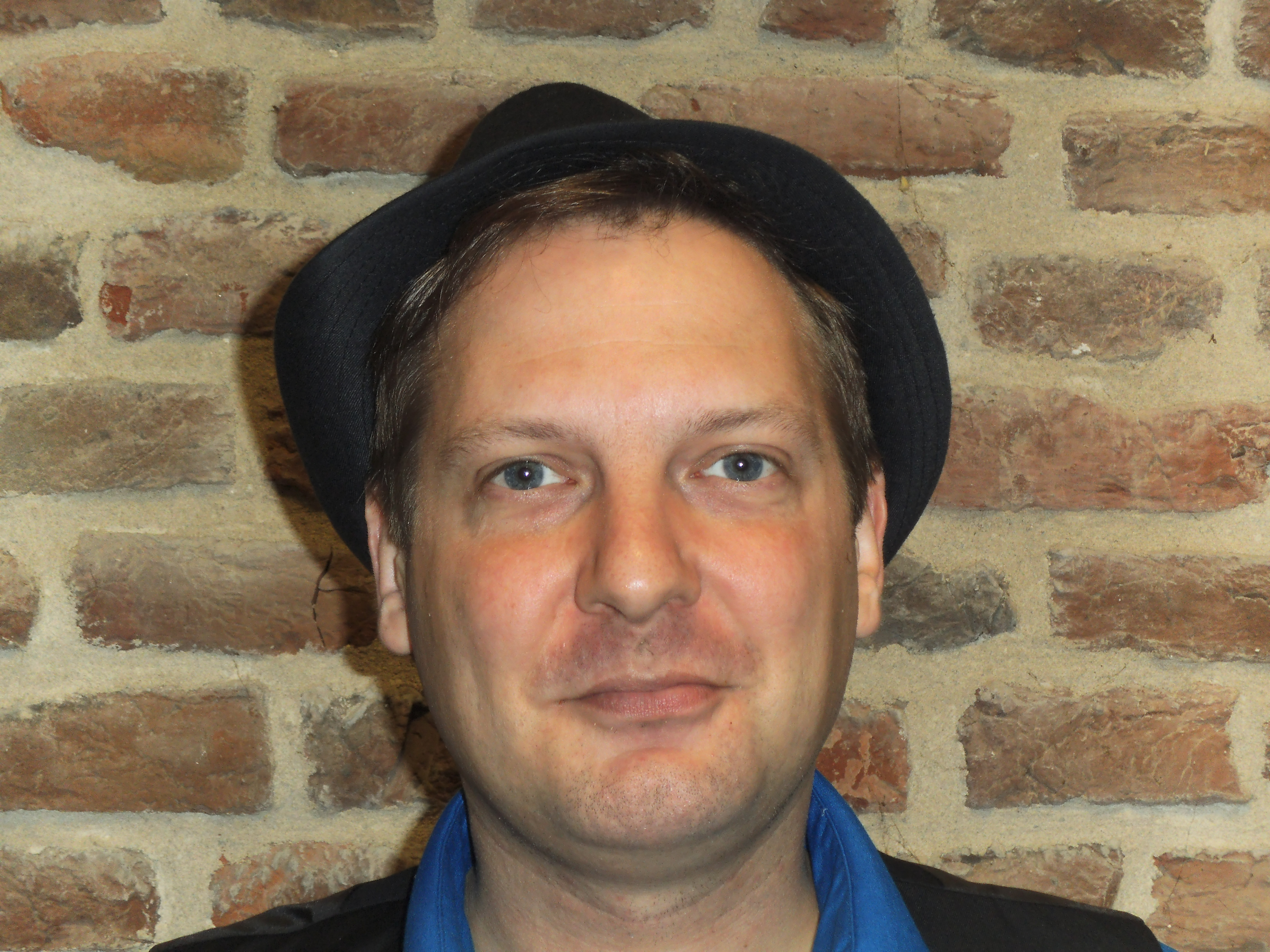
Jens Kipper (* 1975)

- Kipper, Josefin (1928–1981), österreichische Schauspielerin
- Kipper, Jürgen (* 1966), deutscher Fußballspieler
- Kipper, Paul (1876–1963), deutscher Verwaltungsjurist, Präsident des Evangelischen Landeskonsistoriums Nassau-Hessen
- Kippert, Klaus (1928–1979), deutscher Soziologe
- Kippes, Otto (1905–1994), deutscher katholischer Priester und Amateurastronom
- Kipphardt, Heinar (1922–1982), deutscher Dramatiker
- Kipphardt, Heinrich (1897–1977), deutscher Zahnarzt und Opfer des Nationalsozialismus
- Kipphoff, Petra (1937–2023), deutsche Kunstkritikerin und Kulturjournalistin
- Kipping, Frederic Stanley (1863–1949), englischer Chemiker
- Kipping, Friedrich Wilhelm (1838–1892), Begründer der Hamburger Berufsfeuerwehr
- Kipping, Herwig (* 1948), deutscher Spielfilmregisseur
- Kipping, Johann Wolfgang (1695–1747), deutscher Jurist und Hochschullehrer
- Kipping, Katja (* 1978), deutsche Politikerin (Die Linke), MdL, MdBKatja Kipping (* 1978)

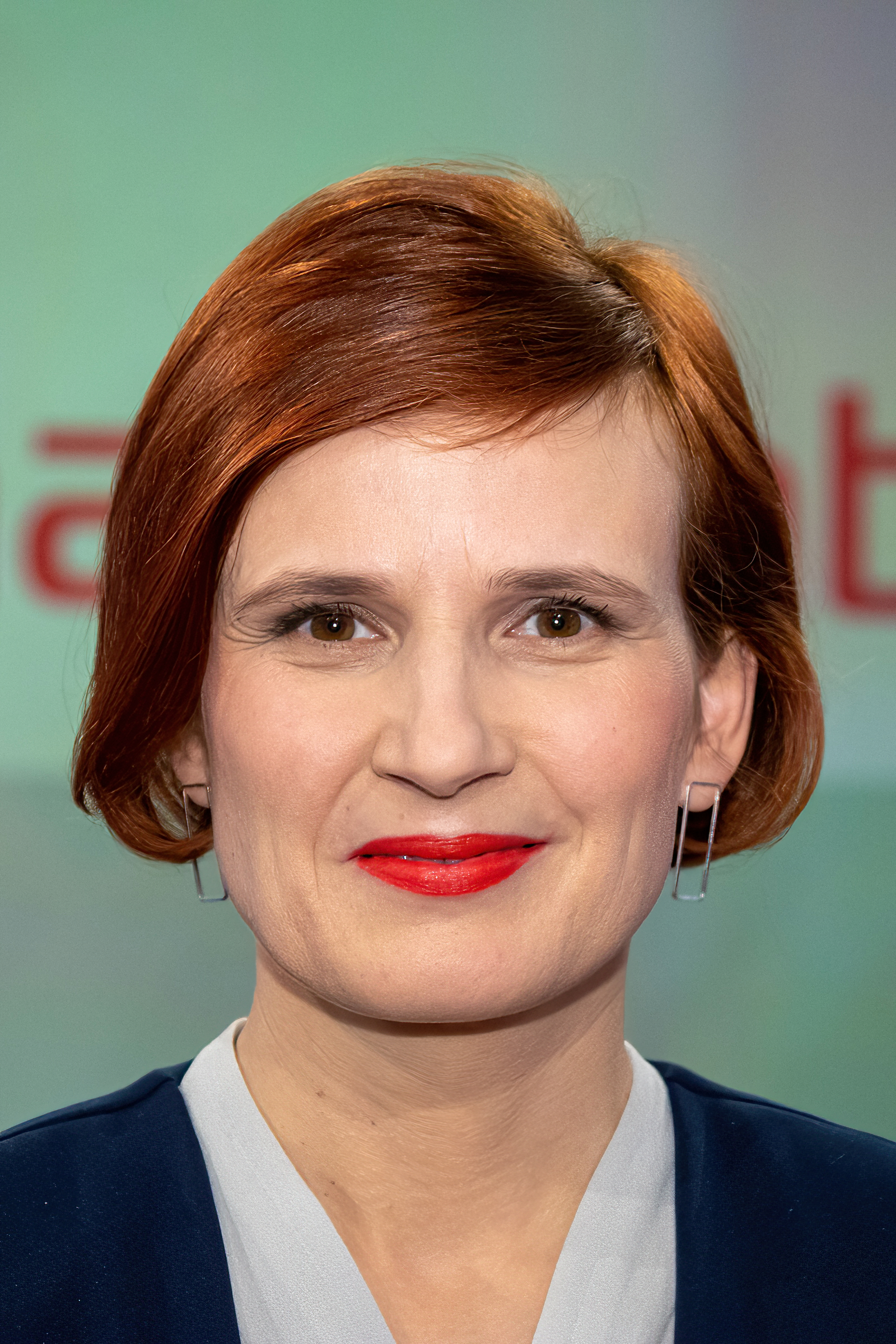
Katja Kipping (* 1978)

- Kippnick, Heinz (1928–2019), deutscher Grafiker und Heraldiker

### Kipr
- Kipré Tchétché (* 1987), ivorischer Fußballspieler
- Kipré, Cédric (* 1996), französischer Fußballspieler
- Kipre, Noel (* 1972), ivorischer Fußballspieler
- Kipré, Pierre (* 1945), ivorischer Diplomat, Historiker und Schriftsteller
- Kiprenski, Orest Adamowitsch (1782–1836), russischer Porträtmaler der Romantik
- Kiprian († 1406), Metropolit von Kiew und Moskau, Hagiograph
- Kiprich (* 1979), jamaikanischer Dancehall-Musiker
- Kiprich, József (* 1963), ungarischer Fußballspieler und -trainer
- Kiprit, Muhammed (* 1999), türkisch-deutscher Fußballspieler
- Kiprono Letting, Josphat (* 1988), kenianischer Langstreckenläufer
- Kiprono, Jackson Kirwa (* 1986), kenianischer Langstreckenläufer
- Kiprono, John (* 1968), kenianischer Marathonläufer
- Kiprono, Josephat (* 1973), kenianischer Marathonläufer
- Kiprop, Agnes Jepkemboi (* 1980), kenianische Marathonläuferin
- Kiprop, Asbel (* 1989), kenianischer Mittel- und Langstreckenläufer
- Kiprop, Boniface Toroitich (* 1985), ugandischer Langstreckenläufer
- Kiprop, Francis (* 1982), kenianischer Laufstreckenläufer
- Kiprop, Francis (* 1984), kenianischer Marathonläufer
- Kiprop, Helah (* 1985), kenianische Langstreckenläuferin
- Kiprop, Kemboi Asbel (* 1998), kenianischer Hochspringer
- Kiprop, Koech (* 1938), kenianischer Zehnkämpfer
- Kiprop, Nancy Jepkosgei (* 1979), kenianische Langstreckenläuferin
- Kiprop, Quailyne Jebiwott (* 1999), kenianische Mittelstreckenläuferin
- Kiprop, Richard (* 1989), kenianischer Langstreckenläufer
- Kiprop, Stephen (* 1999), kenianischer Langstreckenläufer
- Kiprop, Wilson (* 1987), kenianischer Langstreckenläufer
- Kiprotich Mutai, Mike (* 1987), kenianischer Langstreckenläufer
- Kiprotich, Alexander (* 1994), kenianischer Speerwerfer
- Kiprotich, Clement (* 1964), kenianischer Langstreckenläufer
- Kiprotich, John (* 1989), kenianischer Langstreckenläufer
- Kiprotich, Joseph Ngeny (* 1977), kenianischer Marathonläufer
- Kiprotich, Martin (* 2003), ugandischer Langstreckenläufer
- Kiprotich, Nixon (* 1962), kenianischer Mittelstreckenläufer
- Kiprotich, Stephen (* 1989), ugandischer Langstreckenläufer
- Kiprotich, Vivian Chebet (* 1996), kenianische Mittelstreckenläuferin
- Kiprugut, Boaz (* 1998), kenianischer Mittelstreckenläufer
- Kiprugut, Wilson (1938–2022), kenianischer Leichtathlet
- Kiprusoff, Marko (* 1972), finnischer Eishockeyspieler
- Kiprusoff, Miikka (* 1976), finnischer Eishockeytorwart
- Kipruto, Amos (* 1992), kenianischer Leichtathlet
- Kipruto, Ben Chebet (* 1982), kenianischer Marathonläufer
- Kipruto, Benson (* 1991), kenianischer Langstreckenläufer
- Kipruto, Brimin Kiprop (* 1985), kenianischer Hindernisläufer
- Kipruto, Conseslus (* 1994), kenianischer Leichtathlet
- Kipruto, Rhonex (* 1999), kenianischer Langstreckenläufer
- Kipruto, Silas (* 1984), kenianischer Langstreckenläufer
- Kipruto, Vincent (* 1987), kenianischer Marathonläufer

### Kips
- Kips, Alexander (1858–1910), deutscher Maler
- Kips, Erich (1869–1945), deutscher Maler
- Kips, Tim (* 2000), luxemburgischer Fußballspieler
- Kipsang, Abel (* 1996), kenianischer Mittelstreckenläufer
- Kipsang, Joseph (* 1962), kenianischer Marathonläufer
- Kipsang, Salim (* 1979), kenianischer Marathonläufer
- Kipsang, William (* 1977), kenianischer Marathonläufer
- Kipsang, Wilson (* 1982), kenianischer LangstreckenläuferWilson Kipsang (* 1982)

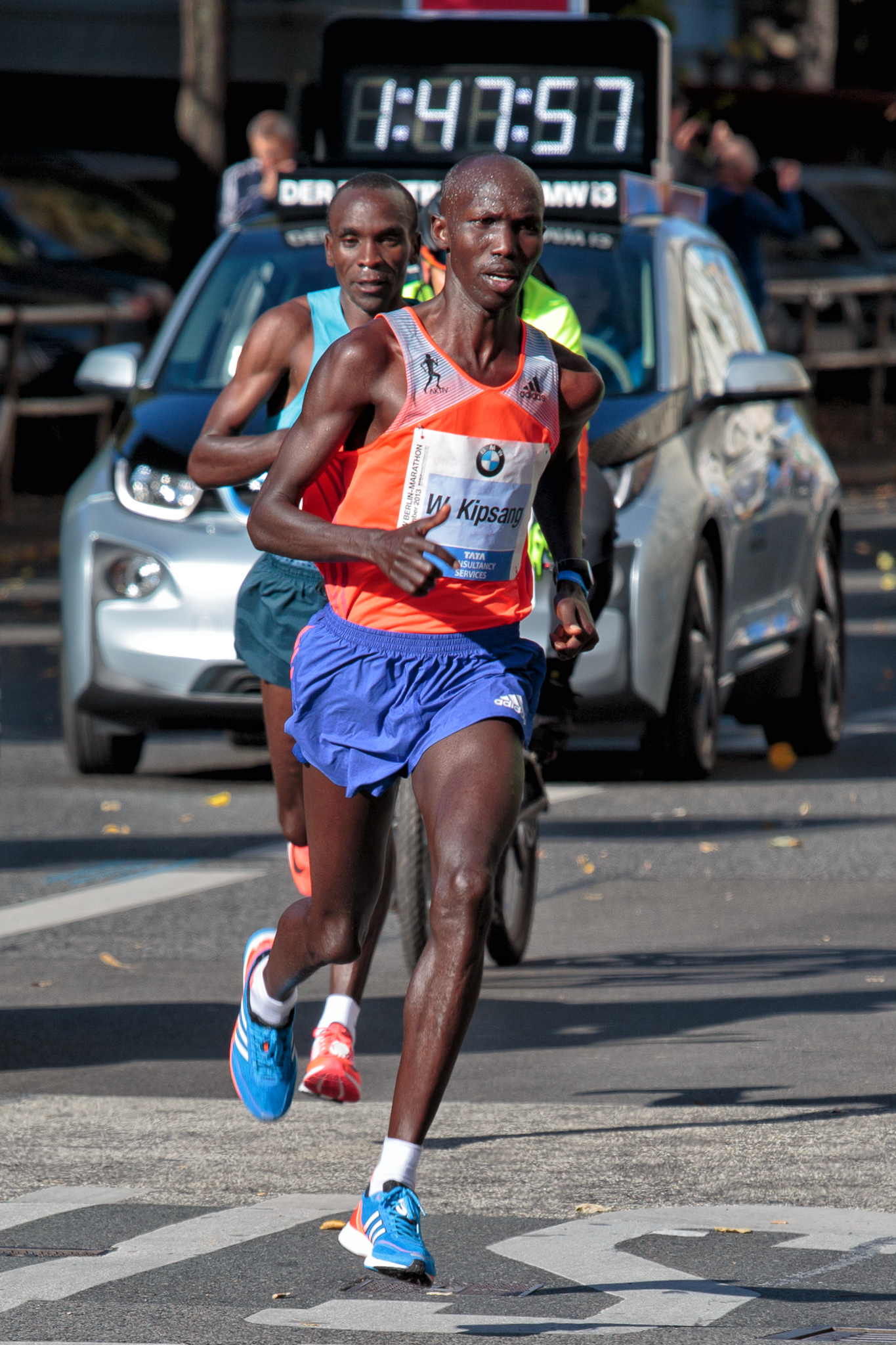
Wilson Kipsang (* 1982)

- Kipsch, Gustav (1900–1988), deutscher Politiker (KPD, SED), Vorsitzender der BPKK Frankfurt (Oder)
- Kipserem, Douglas (* 1988), kenianischer Langstreckenläufer
- Kipserem, Marius (* 1988), kenianischer Langstreckenläufer
- Kipsiro, Moses Ndiema (* 1986), ugandischer Langstreckenläufer
- Kipsos, Vincent (* 1976), kenianischer Marathonläufer

### Kipt
- Kiptanui, David Chepkwony (* 1977), kenianischer Marathonläufer
- Kiptanui, Eliud (* 1989), kenianischer Marathonläufer
- Kiptanui, Eric (* 1990), kenianischer Mittel- und Langstreckenläufer
- Kiptanui, Moses (* 1970), kenianischer Hindernis- und Langstreckenläufer
- Kiptanui, Timothy Too (* 1980), kenianischer Mittelstreckenläufer
- Kiptoo, Benjamin Kolum (* 1979), kenianischer Marathonläufer
- Kiptoo, Eliyah (* 1986), kenianischer Biathlet und früherer Leichtathlet
- Kiptoo, Joel (* 1986), kenianischer Marathonläufer
- Kiptoo, Julius (* 1977), kenianischer Langstreckenläufer
- Kiptoo, Mark Kosgei (* 1976), kenianischer Langstreckenläufer
- Kiptoo, Vincent Kiplagat (* 1984), kenianischer Marathonläufer, zeitweise für Katar startend
- Kiptum Kiptubi, Jeruto (* 1981), kenianische Hindernisläuferin
- Kiptum, Abraham (* 1989), kenianischer Langstreckenläufer
- Kiptum, Anitha Jepchumba (* 1981), kenianische Langstreckenläuferin
- Kiptum, Evans (* 1999), kenianischer Langstreckenläufer
- Kiptum, Fred Kiprop (* 1974), kenianischer Marathonläufer
- Kiptum, Joseph (* 1956), kenianischer Langstreckenläufer
- Kiptum, Joseph Kiprono (* 1987), kenianischer Langstreckenläufer
- Kiptum, Kelvin (1999–2024), kenianischer LangstreckenläuferKelvin Kiptum (1999–2024)

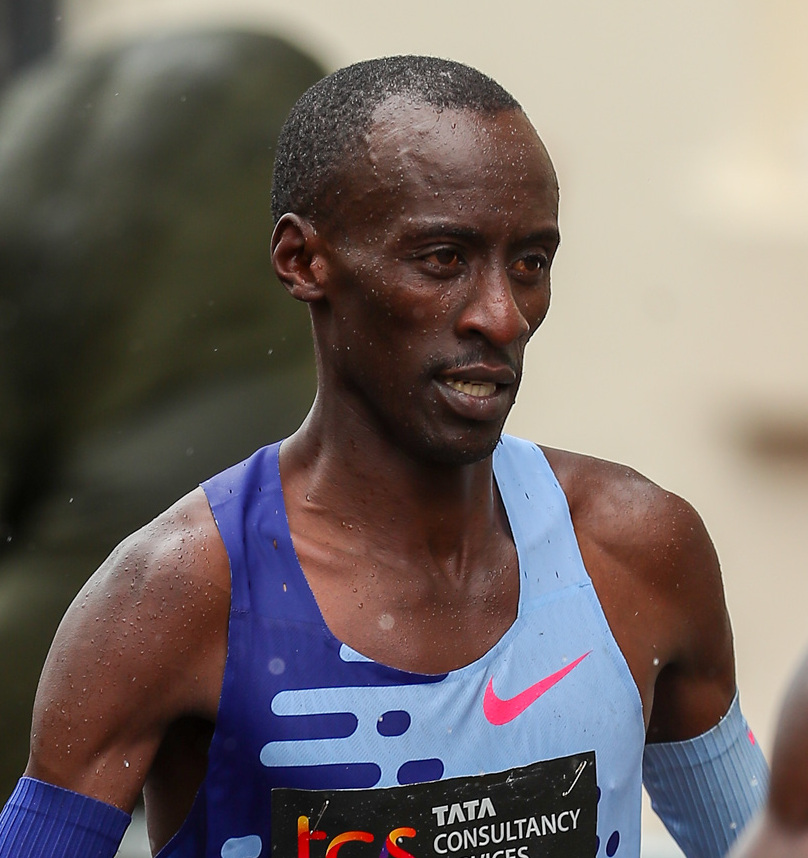
Kelvin Kiptum (1999–2024)

### Kipu
- Ķipurs, Jānis (* 1958), lettisch-sowjetischer Bobfahrer

### Kipy
- Kipyego, Barselius (* 1993), kenianischer Langstreckenläufer
- Kipyego, Bernard Kiprop (* 1986), kenianischer Langstreckenläufer
- Kipyego, Ernest (* 1978), kenianischer Marathonläufer
- Kipyego, Michael Kipkorir (* 1983), kenianischer Langstrecken- und Hindernisläufer
- Kipyego, Sally (* 1985), kenianische Langstreckenläuferin
- Kipyegon, Faith (* 1994), kenianische Mittel- und Langstreckenläuferin
- Kipyeko, Phillip (* 1995), ugandischer Langstreckenläufer
- Kipyokei, Diana (* 1994), kenianische Langstreckenläuferin